# 大溪地磯鷸
大溪地磯鷸（Prosobonia leucoptera）是法屬波利尼西亞大溪地島特有及已滅絕的鷸。詹姆斯·庫克（James Cook）在第二次旅程中，於1773年發現了唯一一個大溪地磯鷸的標本，但牠們於19世紀滅絕。

## 描述
大溪地磯鷸長18厘米，下身褐色，背部較深色，翼上有白斑。頭部及頸部至雙翼都呈烏黑色，眼睛上有白斑。下巴呈白色。臀部及下身呈銹色，翼覆羽也有一些銹色。飛羽內側較淺色。雙翼下側呈褐色，邊陲較淡。在三級覆羽上有一個新月形的白斑。牠們共有10條主翼羽及12條舵羽。中間的尾羽呈褐色，尖端有銹色。
大溪地磯鷸的喙呈黑色，下顎較淡色。喙短小，尖而且幼，像一些吃蟲的雀般。腳呈淡草綠色，趾上沒有蹼。眼睛周圍有一淡銹色環。瞳孔呈深褐色。
大溪地磯鷸可能是生活在細小河流附近。

## 發現歷史
於1777年在茉莉亞島發現了兩個標本，並被描述為Prosobonia ellisi。約翰·萊瑟姆（John Latham）於1787年描述了另外三個標本，當中編號RMNH 87556的標本卻未能完全確定。這個標本怎樣保管在博物館內已不得而知，但可能是於1819年獲得的。福爾斯特（Georg Forster）根據原有的標本繪了一幅畫，另外亦有一幅平版印刷。
這個標本較為接近福爾斯特描繪的大溪地磯鷸，而根據茉莉亞島標本繪畫的圖畫[https://web.archive.org/web/20070311145021/http://owen.nhm.ac.uk/piclib/www/image.php?img=71784%5D%EF%BC%8C%E5%89%87%E8%88%87%E4%B9%8B%E6%9C%89%E6%89%80%E4%B8%8D%E5%90%8C%EF%BC%9A%E9%A0%AD%E9%83%A8%E5%8F%8A%E9%9B%99%E7%BF%BC%E7%9A%84%E9%A1%8F%E8%89%B2%E4%B8%8D%E5%90%8C。現時仍未知牠們是否不同的形態、不同的亞種或是因年紀或性別而出現的變異，不過現時則將牠們看為不同的物種。在庫克群島的芒文亞發現類似大溪地磯鷸的骨頭，要待成功抽取牠們的DNA才能確定。

## 外部連結
- 大溪地磯鷸的立體圖
- BirdLife Species Factsheet （页面存档备份，存于）.